# Révész István (pap)
Révész István (Vác, 1862. november 12. – Budapest, 1929. január 18.) magyar római katolikus pap, tábori püspök.

## Pályafutása
Földműves szülők gyermekeként született. Alap- és középfokú tanulmányait a váci piaristáknál, valamint a kassai premontreieknél végezte. Teológiai tanulmányait Vácott végezte, ahol 1885. július 18-án szentelték pappá.
Két évig Fóton szolgált káplánként, majd Dunakeszin lett plébániai adminisztrátor, később plébános. Katolikus iskolát szervezett (ma Krisztus Király Római Katolikus Általános Iskola), rendbehozatta a templomot és a plébániát, valamint segédkezett a kopolyatetői urnatemető feltárásában. 1906-tól Kecskeméten működött adminisztrátorként, majd plébánosként. Tanyai iskolák és tanyai lelkészségek mellett megszervezte az angolkisasszonyok gimnáziumát. 1927-ben felsővárosi taggá választották.

### Püspöki pályafutása
1928. március 3-án XI. Piusz pápa trebennai címzetes püspökké, március 20-án Horthy Miklós kormányzó tábori püspökké nevezte ki. Június 3-án szentelte püspökké Kecskeméten Hanauer Árpád István váci püspök, Horváth Győző kalocsai és Gossman Ferenc váci segédpüspök segédletével.

## Emléke

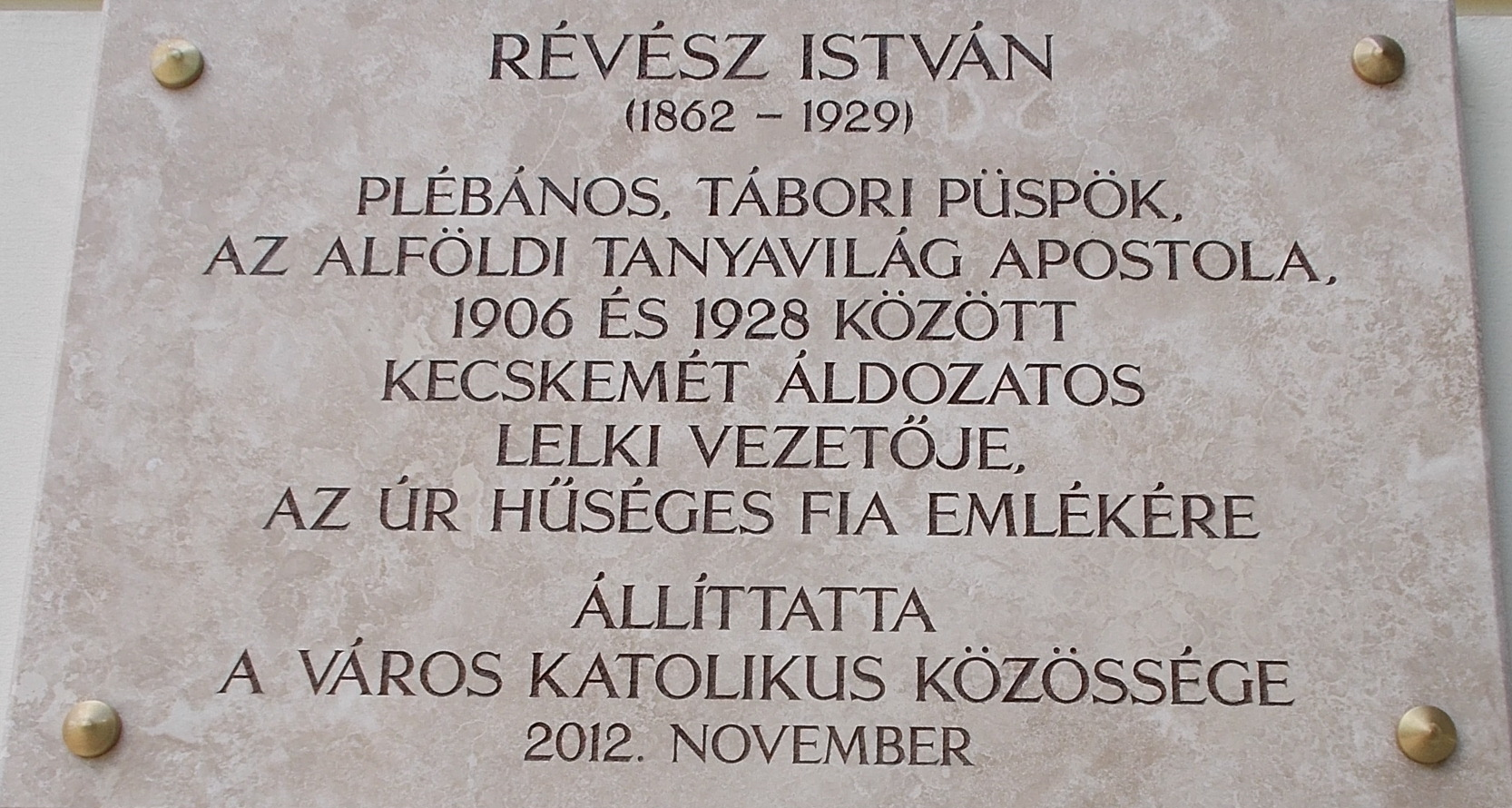
Emléktáblája a kecskeméti rk. plébániaház falán, Kossuth tér 2.

A kecskeméti Szentháromság temetőben nyugszik. Dunakeszin 2002 óta helytörténeti gyűjtemény, 2005 óta utca őrzi nevét. Kecskeméti sírját 2020-ban újították meg és szentelték fel.